# Museu de Máquinas Sexuais

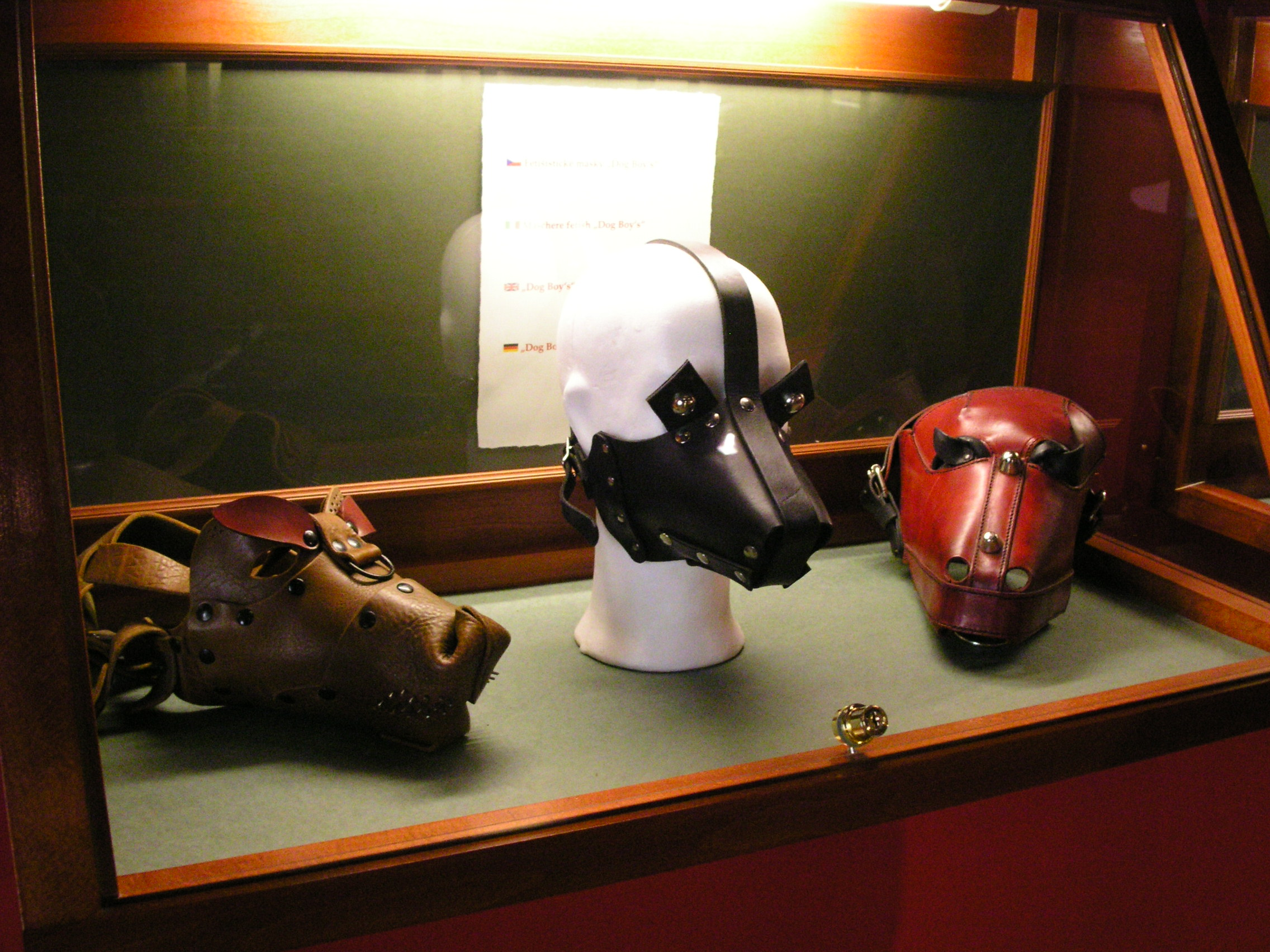
Acervo de máscaras do museu

Sex Machines Museum (SMM) é um museu temático localizado na cidade de Praga, na República Checa
.

## Histórico e acervo
Fundado em 2002, o museu é especializado em aparelhos mecânicos eróticos destinados a prática sexual (ato sexual). Possui um acervo de aproximadamente 200 aparelhos espalhados nos três andares do edifício localizado na Praça da Cidade Velha, no centro da cidade.

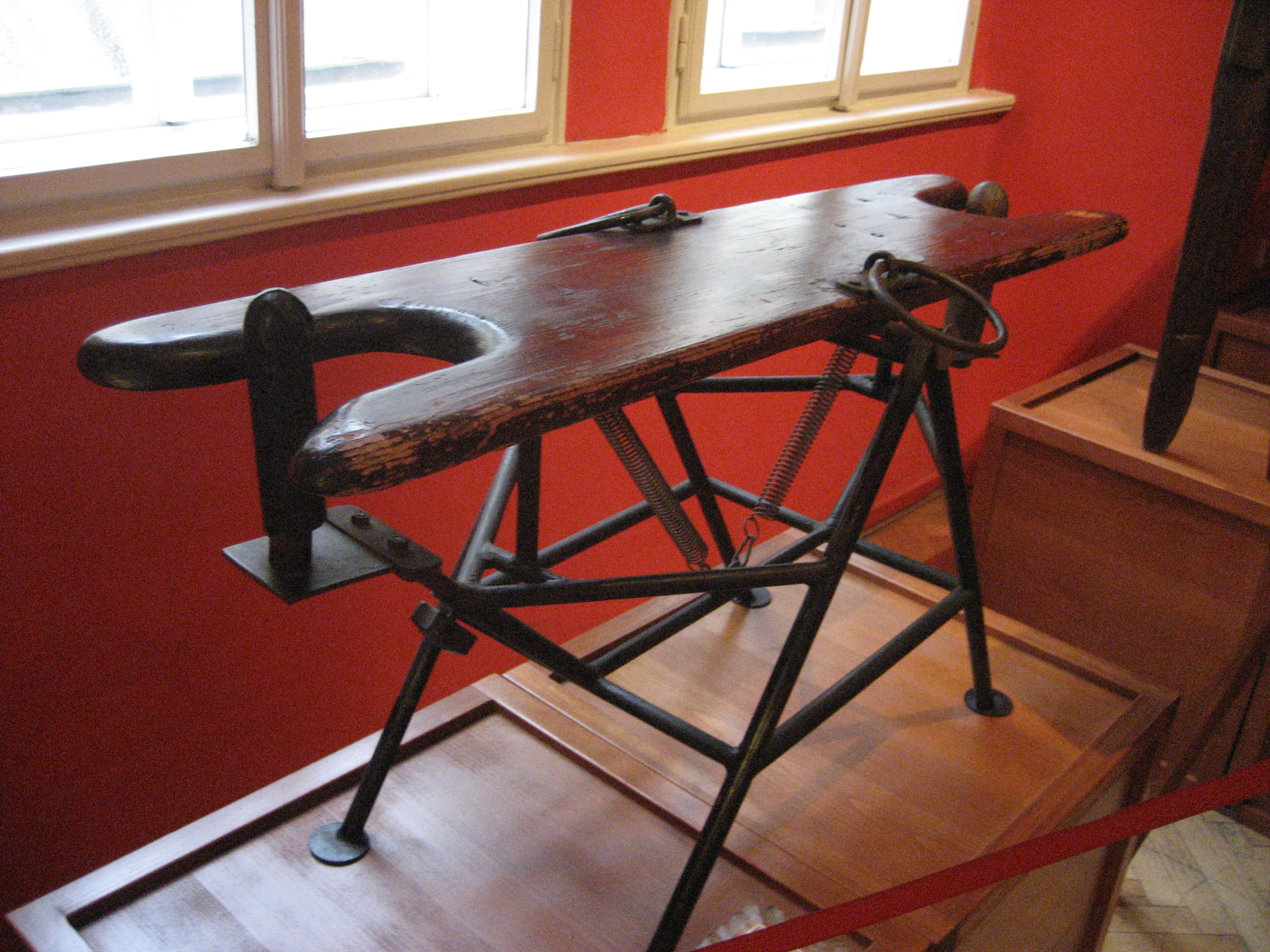
Mesa antiga para a prática de sexo

Manequins flexíveis, mesas de copulação, vibradores, cadeiras, trono para sexo oral, "Magic Box", cintos de castidade, mascaras, aparelho anti-masturbação, anel eletrônico para o pênis, entre outros objetos e aparelhos, contam a história do ato sexual atípico desde o século XVI até o final do século XX. Também exibe réplicas de sapatos usados por prostitutas da Grécia antiga.
O SMM possui uma galeria que apresenta imagens eróticas e um cine/auditório que apresenta filmes pornográficos antigos, da época do cinema mudo.